# Madame Web
Madame Web (em tradução literal: Madame Teia), também conhecida como Cassandra Webb, é uma personagem fictícia que aparece nas histórias em quadrinhos dos Estados Unidos publicadas pela Marvel Comics. Madame Web apareceu pela primeira vez em The Amazing Spider-Man #210, publicado em novembro de 1980, e foi criada pelo escritor Denny O'Neil e pelo artista John Romita Jr. Geralmente é retratada como personagem coadjuvante na série de quadrinhos do Homem-Aranha. É retratada como uma mulher idosa com myastenia gravis e, portanto, estava conectada a um sistema de suporte de vida que parecia uma teia de aranha. Devido à sua idade e condição médica, Madame Web nunca lutou ativamente contra nenhum vilão.
Dakota Johnson interpretou Madame Web no filme de mesmo nome de 2024 ambientado no Universo Homem-Aranha da Sony.